# Filippo Lanza
Filippo Lanza, född 3 mars 1991 i Zevio, är en italiensk volleybollspelare. Lanza blev olympisk silvermedaljör i volleyboll vid sommarspelen 2016 i Rio de Janeiro.